# YES 933
YES 933（顶尖流行音樂电台）是新傳媒私人有限公司旗下的一家中文調頻廣播電台，於1990年1月1日早上9點33分開播，廣播頻率設定為FM 93.3MHz。前身為「93.3醉心頻道」, 是新加坡最早成立的音樂電台，也是新传媒电台设立的第2個華語FM頻道。该頻道的定位為「流行音樂台」，以年青一代的新加坡聽眾群為播音對象，全天候播放最新的華語流行音樂和提供最及時的娛樂新聞。「YES 933」亦是新加坡金曲獎主辦單位。現今的頻道標語為 "頂尖流行音樂電台 YES 933 引領潮流時代"。该频道也是新傳媒属下3家中文台之一，新傳媒另外两个姐妹台為 CAPITAL 958城市頻道 與 LOVE 972 最爱频道。

## 背景
新加坡的無線電台廣播始於1936年，自1965年新加坡獨立以來，只擁有數家以新加坡4種官方語言播放節目的電台頻道，當中包括以英語播音的第1廣播網 （Radio 1）、以馬來語播放節目的第2廣播網（Radio 2）、以華語為主要內容的第3廣播網（Radio 3）、以淡米爾語廣播的第4廣播網（Radio 4），還有全天候播送古典音樂的第5廣播網（Radio 5），當年新加坡廣播局（新廣）可以提供給聽眾們選擇的電台頻道屈指可數。
新廣大刀闊斧改革
在80年代末期，新廣 (新傳媒前身) 因面對鄰國印尼巴淡電台「Zoo 101.6 FM」的溢波信號帶來的激烈競爭，開始展開大刀闊斧的改革，迅速設立旗下多個英語、華語与馬來語频道，来吸引流失的聽眾收听本国電台的节目。當時新加坡政府也另外頒發新的電台執照給全國職工總會 (NTUC)，使其有機會經營嶄新的「職總心電台」（「UFM 100.3」前身），藉此讓新加坡人有更多的本地電台作選擇，並可獲得更多的工會信息。93.3醉心頻道於1990年1月1日早上9時33分， 在現場嘉賓以及記者的見證下舉行了隆重的開播儀式，933是第2個華語FM頻道，亦是新加坡首家華語音樂台。截至2025年，新加坡設有19個電台頻道，當中包括「88.3Jia」、「YES 933」、「958城市頻道」、「96.3好FM」、「972最愛頻道」、「UFM 100.3」等6個華語廣播頻率。 （页面存档备份，存于）

## 历史
「YES 933」的最前身是「93.3醉心頻道」，當初設立時還邀請了美國電台專家擔任顧問，探討電台的運作和方向。「93.3醉心頻道」的最初口號眾所周知，也就是『歌多話少，不受干擾』。18小時的播音，提供不間斷的華語流行歌曲。90年代，「93.3醉心頻道」講究電台形象統一，主要讓聽眾聽好歌放鬆心情。1990年1月1日新加坡標準時間早上9時33分，「93.3醉心頻道」舉行正式開播儀式，於加利谷山廣播局電台大廈禮堂舉行，启播的那一天，在电台礼堂举行茶会和启播仪式。受邀出席的海内外艺人有：台湾的歌星喻方君、名洋和徐伟。新广艺人黄文永、陈碧凤、王相钦和刘秋莲也出席这具有纪念性的日子。當時主持人梁萍和林金梅還越洋訪問台灣歌手蘇芮。
當年創台初期的醉心頻道共有8位廣播員, 幾乎都來自第三廣播網，包括林子惠、林金梅、梁萍、何子石、曾曦、陳楷、何子干和彭遠青等人。这是一个为爱听好歌好曲的听众而设立的音乐频道（新加坡唯一的华语音乐电台），播出60年代到80年代的经典歌曲。当年933醉心频道和现在的933走的路线是不同的，那时是经典歌曲音乐电台，播出的必须是听众比较熟悉的歌曲。经过好多年的改革、转型，才变成目前的年轻人收听的音乐电台，所播的是时下最流行，年轻人爱听的歌曲。这中间的变化蛮大。

### 年表
- 1990年1月1日元旦，「93.3醉心頻道」於新加坡標準時間早上9時33分舉行正式開播儀式。
- 1990年啟播之後，同年12月的播音時間延長至凌晨2點。為滿足不斷增加的聽眾群。
- 1992年成立的 《醉心LADIES》，由梁萍、楊強琳、江江和楊金英組成。
- 1993年7月31日，當時第一屆的醉心金曲獎頒獎典禮於海港之苑(目前已拆)掀開序幕。
- 1994年5月1日, 「93.3醉心頻道」開始24小時播音。
- 1994年10月1日，新廣公司化，新加坡廣播局屬下的電台部門改名為《新加坡廣播電台機構》 (RCS)。
- 1995年4月，推出WOW廣播車，並由台灣的小虎隊剪彩。此車之出現也成就了本地電台中，首個擁有專屬廣播車的創舉。
- 1996年，醉心金曲獎正式改名為新加坡金曲獎。
- 1998年6月1日，更名為Y.E.S.93.3FM，Y.E.S.是《Your Entertainment Station》的縮寫，從而年輕化和前衛化。
- 2000年，「YES 933」加入《全球華語歌曲排行榜》聯盟，與亞洲其他6大電台共同將華語流行音樂版圖擴展至更多領域。
- 2001年2月12日，新加坡廣播電台機構(RCS) 改名為《新傳媒電台》。
- 2006年10月28日，「YES 933」也首度於新加坡室內體育館承辦了新加坡史上最大規模的中文流行音樂頒獎典禮。
- 2015年，YES 933」啟用新的SMS號碼和Whatsapp系統，號碼為《88766933》。
- 2017年1月, 新傳媒電台從加利谷山廣播中心搬遷至位於波那維斯達，緯壹科技城內的媒體城。(注 - YES933在1月20号中午12点从新的直播室开始做广播节目)
- 2018年1月1日，「醉心頻道」更名為《頂尖流行音樂電台》，英語名稱仍為「YES 933」。
- 2020年1月30日，新傳媒旗下的《MeRadio》 app更名為《meLISTEN》。
- 2023年2月1日，新传媒旗下电台及电视频道统一"M"字头台标。
- 2023年11月25日，举行首届“YES 933 潮流音乐盛典”聚集乐坛最潮的华语流行音乐歌手。

## 獎項
| 年份 | 獎項                                        | 最受歡迎DJ獎 | 其他獎項 |
| ---- | ------------------------------------------- | ------------ | --- |
| 1998 | 第一屆 中文台金嘜獎                         | 許振榮       | 林寶寶：最幽默DJ 林寶寶：最具創意DJ                                                                                               |
| 2000 | 第二屆 中文台金嘜獎                         | 許振榮       | 馮慧詩：最親切DJ 周崇慶：最幽默DJ 楊君偉：最具創意DJ                                                                              |
| 2002 | 第三屆 中文台金嘜獎                         | 許振榮       | 林靈芝：最佳節目主持 巫許瑪莉：最親切DJ 周崇慶：最幽默DJ                                                                          |
| 2004 | 第四屆 中文台金嘜獎 /// 第一屆 新加坡金嘜獎 | 周崇慶       | 陳麗儀：最佳節目主持 陳麗儀：最佳節目製作 陳麗儀：最幽默DJ 蔡偉彬：最具創意DJ 周崇慶、巫許瑪莉：最有默契組合 /// 丁志勇：最親切DJ |
| 2005 | 第二屆 新加坡金嘜獎                         | 丁志勇       | 林靈芝：最佳節目 巫許瑪莉：最親切DJ                                                                                               |
| 2006 | 第三屆 新加坡金嘜獎                         | 丁志勇       | 蔡偉彬：最親切DJ |
| 2007 | 第四屆 新加坡金嘜獎                         | 丁志勇       | 周崇慶：傳媒推薦年度DJ 巫許瑪莉：最親切DJ                                                                                         |
| 2010 | 第五屆 新加坡金嘜獎                         | 丁志勇       | 周崇慶：傳媒推薦年度DJ |
| 2013 | 第六屆 新加坡金嘜獎                         | 林佩芬       | |

## 現有节目
星期一至五
- 大咖一起来 - 早上6点至10点 (陈宁，高美贵 & Jeff) (邀请表演嘉宾来到直播室)
- 午刻乐乐 (AM & PM) - 早上10点至下午4点，分两场，上半场 (早上10点至下午2点 - 萧嘉蕙) 下半场 (中午12点至下午4点 - 陈廷丰) (代班兼职: Sammi 儿菲 下午2点至4点)
- 双节坤佳 - 下午4点到晚上8点 (钟坤华，张颖双 & 陈启佳) (邀请表演嘉宾来到直播室)
- YEAH夜不打烊 - 晚上8点至凌晨1点，分三场 上半场 (林品隽 - 晚上8点至午夜12点)，中半场 (朱泽亮 - 晚上10点至凌晨1点) 和 下半场 (郑宇容 - 晚上11点至午夜12点15分) (代班兼职: 思敏，Sammi 儿菲 晚上8点至午夜12点)
- Tiktok LIVE - 星期一至五，晚上9点至10点30分 (星期一，三到五 郑宇容主持) (每逢星期三 晚上9点 ”蒙面打古人” 星期四邀请表演嘉宾来到直播室) (每个最后星期四 朱泽亮主持嘉宾DJ Indigo jocelle) (星期二 晚上 晚上9点至10点15分全职DJ轮流主持 除了 Jeff, 品隽和宇容 邀请表演嘉宾来到节目)
- Tiktok LIVE - 星期一至五 晚上11点至午夜12点30分 (泽亮，品隽和宇容) (每逢星期五 晚上11点至凌晨1点30分 邀请嘉宾来到直播室 “trivia nite” 从3月7日至5月2日, 7月25日起)
- 好歌不停播

星期六
- 最强韩风 - 上午11点30分到中午12点 (张颖双 Hazelle)
- SPOP听我唱 - 中午12点至下午2点 (陈启佳 Evelyn) (代班职: 陈宁，高美贵，张颖双 hazelle，陈廷丰，陈儿菲 Sammi)
- 周末DJ陪你听歌
- 頂尖金曲REWIND

星期天
- 最强韩风榜 - 上午11点30分到中午12点 (朱泽亮) (代班全职: 张颖双 Hazelle)
- 醉心龙虎榜 - 中午12点至下午2点 (钟坤华 & 高美贵) (全年无休)
- 周末DJ陪你听歌 (每逢星期天 下午2点至5点|5点至晚上8点) (宇容陪妳听歌: 全职无休)
- Sun 天 Sun 夜 (Sunday, Sun Yay!) (2023年6月4日起 每逢星期天 晚上8点至10点) (“双节坤佳” 每逢星期三 傍晚6点15分至6点40分 “小蔡一碟”) (金牌兼职周晚班: 蔡振盛 Kevin 小蔡)
- 頂尖金曲REWIND

## 特色/停播节目
- 醉心龙虎榜 (全年无休)

《醉心龙虎榜》于1983年4月3日起创榜，亦是新加坡历史最悠久的华语歌曲排行榜。每逢星期天，中午12点至下午2点，933的主持人会为听众公布由他们票选的20大歌曲广播。现任榜主持是钟坤华和高美贵。
- 弦歌寄意

《弦歌寄意》是个让听众通过点歌的方式点给亲朋戚友或恋人，聊表祝贺和思念情愫的节目，而歌名或歌词常常是倾诉或表述个人的思维或想法的途径和方式。此节目在播出的时候很受新加坡和马来西亚南马柔佛的听众的欢迎，亦是一众人的集体回忆，不过该节目目前已停播。

## YES 933 現任主持人／DJ

### 全职DJ
- 萧嘉蕙 (2002年加入)
- 钟坤华 (Kenneth) (2010年9月1日加入）
- 陈宁 (2012年加入)
- Jeff Goh (吴万隆) (2013年3月18日加入)
- 张颖双 (Hazelle) (2017年1月9日加入）
- 高美贵 (2017年1月9日加入）
- 陈启佳 (Evelyn) (2019年3月11日加入）
- 朱泽亮 (2021年7月1日加入）
- 林品隽 (2022年加入）
- 陈廷丰 (Jeff Tan) (2023年加入）
- 郑宇容 (Joey) (2023年加入)

### 金牌兼职周班DJ
- 蔡振盛 (Kevin 小蔡) (每逢星期天 晚上8点至10点) (每逢星期六 主持结婚仪式 a sunnny day host)

### 兼职周末DJ
- 黄柏荣 (Gerald) (周末班 下午2点至5点|5点至晚上8点)
- 江天俊 (周末班 下午2点至5点)
- 陈咏渝 aka YY (周末班 下午2点至5点)
- 王顺达 (Yutaki) (周末班 下午2点至5点)
- 黄锭翔 aka 那个翔 (周末班 下午2点至5点)
- 黄思敏 (Jasmine) (周末班 下午2点至5点|5点至晚上8点)
- 陈儿菲 (Sammi) (周末班 下午2点至5点|5点至晚上8点) (每逢星期五都在新加坡管理大学主持)

## YES 933 现任节目总监
- 李健德（Arder Li）

## YES 933 现任音乐总监
- 林俊欣 （现任YES 933、LOVE 972音乐总监）

## YES 933 历任节目总监／DJ
- 历任台长
  -   林子惠 (90年代中期离职)
  -   彭遠青 (90年代中期离职；移居香港）
  -   刘杰奇 (90年代中期离职；加入i週刊；现为友台96.3好FM广播员）
  -   楊金英 (升任中文台副總裁)
  -   冯慧诗 (2013年轉任972最愛頻道節目總監；2017年离职；2023年重回972最愛頻道担任兼职DJ)
  -   丁志勇 (2015年11月离职)
  -   贺荣基 (2018年3月离职)

- 1990年代
  -   梁萍（重回958城市頻道担任DJ）
  -   何子石（重回958城市頻道担任DJ；目前已离职)
  -   林金梅（重回958城市頻道担任DJ；目前已离职)
  -   林宝宝 (前后两次离职；成为剧场工作者并改名为李邪)
  -   许有才 (1995年于澳洲发生车祸离开广播界；2013年逝世，为933开台三十多年，第一位离世的DJ）[2]
  -   何子干 (转为972最愛頻道DJ；目前已退休)
  -   刘志圆
  -   江江 (移居英国)
  -   杨强琳
  -   胡锦伟 (已离职)

- 2000年代
  -   黄文鸿 (2001年加盟友台UFM 100.3出任节目总监)
  -   杨君伟 (2001年加盟友台UFM 100.3出任创意与音乐总监； 已离职)
  -   许振荣 (2003年离职现为电视新传媒资讯艺人)
  -   翁诗汉 (2004年离职)
  -   林灵芝 (2006年加盟UFM 100.3出任节目副总监；现回巢为958城市頻道广播员)

- 2010年代
  -   陈丽仪 (2010年成为义安理工学院讲师；现为友台963好FM广播员)
  -   巫许玛莉 Mary Bukoh (2011年转为958城市頻道DJ及2017年转为972最愛頻道DJ)
  -   周崇庆 Dennis Chew (2000年至2013年转为972最愛頻道DJ)
  -   刘伟龙 (2010年获得YES933明星DJ争霸赛冠军)
  -   陈艾薇 Ivy Tan (2015年离职；现为友台88.3Jia广播员)
  -   陈彦维 (2016年加盟UFM 100.3；目前已离职回巢嘉宾主持 Capital 95.8DJ广播员)
  -   张雁晶 (2015年获得YES933明星DJ争霸赛冠军；2016年加入；同年离职)
  -   谢家发 (2017年离职；现为友台88.3Jia广播员)
- 2020年代
  -   刘宇恒 Henry Law (2020年离职)
  -   蔡伟彬 Nico Chua (2021年离职；现为友台88.3Jia广播员)
  -   林佩芬 (Christina) (2024年离职；现任职新传媒中文新闻组 “狮城有约”)